# Серго Орджоникидзе (теплоход)
Серго Орджоникидзе — речной круизный комфортабельный трёхпалубный теплоход проекта 588 «Родина» (немецкое обозначение BiFa Typ A, Binnenfahrgastschiff Typ A, речной пассажирский теплоход, тип A), был построен на верфи VEB Mathias-Thesen-Werft Wismar в Висмаре, ГДР в 1960 г. и являлся пассажирским судном второй модернизации класса 588, спроектированного в СССР. Во время рейса Москва — Санкт-Петербург, около 22 часов вечера 3 июля 1992 г., на борту судна, находящегося в Ладожском озере, возник пожар из-за возгорания в машинном отделении. Огонь был потушен силами подошедших судов и команды, пострадавших не было. После этого судно не эксплуатировалось, было поставлено на отстой в Хлебниковском затоне Московской области. Разрезан в 1995 г. в Череповце.

## История
Речной пассажирский теплоход «Серго Орджоникидзе» (проект 588) был построен в марте 1960 года на верфи VEB Mathias Thesen Werft Wismar в ГДР для Беломорско-Онежского пароходства. После перегона в Петрозаводск теплоход начинает работать в качестве плавучего дома отдыха для трудящихся Карелии и числится на балансе Петрозаводской ремонтно-эксплуатационной базы флота Беломорско-Онежского пароходства, и в свою первую навигацию «Серго Орджоникидзе» совершал рейсы 12-дневные рейсы по маршруту Петрозаводск - Шала - Медвежьегорск - Повенец - Кондопога - Кижи - Валаам - Ленинград - Петрозаводск, в перерывах работая на прогулочной линии по Петрозаводской губе .
Весной 1961 года теплоход «Серго Орджоникидзе» перегнан в Москву по Беломорско-Балтийскому каналу, Северной Двине, Северо-Двинской водной системе и по Волге. Московское речное пароходство эксплуатировало «Серго Орджоникидзе» на круизных линиях между Москвой и Ленинградом.

## Пожар на борту
В июле 1992 года теплоход выполнял очередной рейс Москва — Санкт-Петербург — Москва. На борту было 119 туристов. 3 июля «Орджоникидзе» отправился от причала острова Валаам и продолжил свой рейс по Ладожскому озеру. 3 июля 1992 года, около 22 часов вечера, когда судно пересекало Ладожское озеро возле маяка Кареджи, следуя с острова Валаам, на теплоходе вспыхнул пожар. Возгорание произошло в машинном отделении теплохода. Сообщив о чрезвычайном происшествии в рулевую рубку, механик и два помощника были вынуждены покинуть машинное отделение, так и не сумев ничего сделать, — огонь и дым сожгли там воздух и раскалили все остальное. Когда старпом Ю. Маслов объявил общесудовую тревогу по борьбе с пожаром, радист уже стучал в эфир SOS. В 22:19 звуки беды эхом послала «Петрокрепость». В 22:30 горящий теплоход стал против ветра и бросил носовые якоря возле банки «Железница». К левому борту уже швартовался контейнеровоз СТК-1009, на подходе был «Нефтерудовоз-17». В это же время через раскалённую кормовую переборку и потолок пожар пошёл в кормовой кубрик команды и в сушилку белья на главную палубу, из негерметичных дверей машинного отделения языки огня тянулись к кормовому трапу. Вырубилось питание основных пожарных насосов, затихли пожарные брандспойты. В рубке «Орджоникидзе» командовал старпом Ю. Маслов, а капитан С. Назаров боролся с огнём вместе с экипажем. По его указанию аварийная партия с СТК провела разведку очага в каютах экипажа. Через несколько минут началось тушение пожара в МО, а в надстройку теплохода полилась вода из систем тушения СТК.
Проводницы собрали туристов на открытой палубе в носовой части горящего судна и эвакуировали их на СТК. К 23 часам туда пересадили 140 человек. К месту аварии неслись СПК «Метеор» № 136 и № 149, чуть позже вызвали пожарную «Ракету-01». К утру 4 июля возле горящего «Серго Орджоникидзе» было уже 12 судов: сначала заливали огонь, потом откачивали воду. Пламя удалось удержать в кормовой части судна, но там оно успело пройтись по главной, средней и шлюпочной палубам, повредив таким образом все ярусы пассажирской надстройки. Огнём обожгло 6 кают и кубрик экипажа, кают-компанию, помещение музыкального салона, 18 кают пассажиров. Лишь после этого очаг удалось локализовать, а с приходом пожарной «Ракеты-01» и затушить окончательно. В 6 часов утра 4 июля морской буксир № 1219 привёл затихший «Орджоникидзе» на Кошкинский рейд Невы. Спасённым туристам с «Орджоникидзе» Московское речное пароходство предоставило теплоход «Николай Бауман», на котором желающие смогли продолжить круиз.
Обошлось без жертв, все туристы были своевременно эвакуированы. Но вот теплоходу повезло меньше — судно сильно пострадало от огня. Буксирами его перегнали в Хлебниковский затон Московского пароходства в Долгопрудном, где он долго стоял у причала, ожидая своей участи. В 1995 году теплоход был отбуксирован на судоремонтный завод в посёлок Белый городок, где он был разрезан и отправлен на переплавку в город Череповец.

## Интересные факты
- Первую свою навигацию теплоход отработал на 12-дневных рейсах по маршруту Петрозаводск — Ленинград — Петрозаводск.
- Замечен в фильме "Лекарство против страха" (1978)
- В 1994 году на его борту проходили съёмки видеоклипа на композицию «Титаник» группы «Наутилус Помпилиус»